# Edmond James de Rothschild
Edmond James de Rothschild (19. srpna 1845 Boulogne-Billancourt – 2. listopadu 1934 Boulogne-Billancourt) byl francouzsko-židovský podnikatel, šlechtic a později podporovatel židovského osidlování tehdejší turecké Palestiny.

## Osobní život a rodina
Narodil se roku 1845 v Paříži jako člen francouzské větve rodu Rothschildů. Roku 1877 se oženil s Adelaide, jež pocházela z neapolské větve rodu Rothschildů a byla dcerou Wilhelma Karla Rothschilda. Měl s ní tři děti: Jamese Armanda de Rothschilda, Maurice Edmonda Karla de Rothschilda a Miriam Caroline Alexandrine de Rothschild. Většinu života strávil ve Francii, kde zemřel roku 1934. O rok později umírá i jeho žena. Oba byli pohřbeni na pařížském hřbitově Père Lachaise. Roku 1954 byly jejich ostatky převezeny do Izraele a uloženy do hrobky v lokalitě Ramat ha-Nadiv poblíž města Zichron Ja'akov.

## Osidlování Palestiny

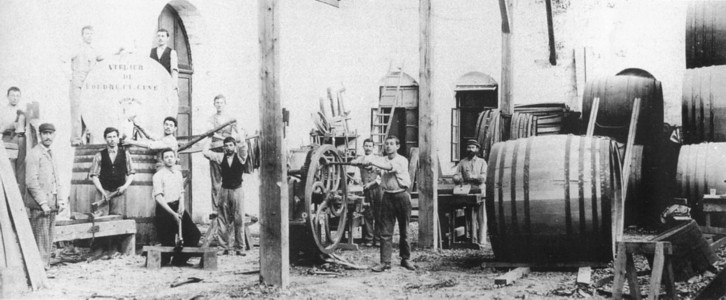
Vinařství v osadě Zichron Ja'akov

Přestože se narodil do rodiny bankéřů, věnoval se vlastnímu finančnímu podnikání jen okrajově. Jeho hlavními zájmy byla podpora umění a vědy. Koncem 19. století k tomu přibyla i podpora židovské kolonizace tehdejší osmanské Palestiny, kde baron Rothschild prováděl výkupy pozemků a zakládání zemědělských osad.
Když se židovské osady jako Rišon le-Cijon a Zichron Ja'akov zřízené v Palestině v 80. letech 19. století dostaly do ekonomických potíží, převzal je pod svou správu. Pak pomáhal roku 1883 založit novou osadu Ekron (dnes Mazkeret Batja). Síť jeho vesnic v Palestině se postupně rozrůstala. Na přelomu století už jich bylo 12.
Přesto nebyl zpočátku sionistou a neprosazoval vznik židovského státu v této zemi. 19. července 1896 přijal k audienci Theodora Herzla, který v té době začínal svou agitaci za zřízení židovského státu. Odmítl Herzlovy plány jako nerealistické („Člověk nemůže mít velké oči, když má malý žaludek.“). Zároveň naznačil, že Herzlovy plány jsou nejen nereálné, ale mohly by ohrozit i skromný pokrok, kterého baron v oblasti kolonizace Palestiny dosáhl (v té době zde měl 9 židovských vesnic). Podobný odstup si udržoval v počátku i od představitelů sionistické organizace jako byl Chajim Weizmann nebo Max Nordau. Tomu řekl ohledně svých zemědělských osad v Palestině: „Toto jsou moje kolonie a podniknu s nimi, co uznám za vhodné.“
Přesto byl jeho příspěvek k první fázi novověkého osidlování Palestiny klíčový. Koncem 19. století šlo do jeho židovských vesnic 1 700 000 liber, z čehož pouze 100 000 liber nepocházelo od barona Rothschilda. Edmond James de Rothschild zároveň byl spolupodílníkem a doživotním prezidentem Židovského kolonizačního sdružení (ICA), které založil baron Maurice de Hirsch a které od roku 1891 asistovalo při zakládání zemědělských osad pro evropské Židy v zemích jako Argentina, Kanada nebo USA.
K zásadní změně došlo v roce 1899, kdy přesunul všech 12 zemědělských osad, které v Palestině doposud ryze soukromě vlastnil a provozoval pod správu Židovského kolonizačního sdružení. Obyvatelé vesnic to zpočátku nesli špatně. Jejich delegace kvůli tomu dokonce odjela vyjednávat do Evropy a například ve vesnici Metula v červnu 1901 došlo i k fyzické konfrontaci, při které vesničané zajali představitele ICA a rozbili jeho povoz. Nebylo mu dovoleno odjet, dokud nesouhlasil se změnou ekonomických podmínek podle přání obyvatel.
I pak si ale udržel zájem o rozvoj zdejších židovských vesnic, dál je sponzoroval, byť přímý administrativní dohled už vykonávalo ICA. Postupně se měnil i jeho názor na sionismus. Když se v roce 1903 konal v Zichron Ja'akov první sjezd židovských osadníků z celé Palestiny ha-Knesija ha-erecjisra'elit (הכנסייה הארצישראלית) za předsednictví Menachema Usiškina, byla jako místo konání sjezdu použita správní budova ICA v této vesnici. Po první světové válce už se přímo zapojil do aktivit sionistů v nově utvořené mandátní Palestině.

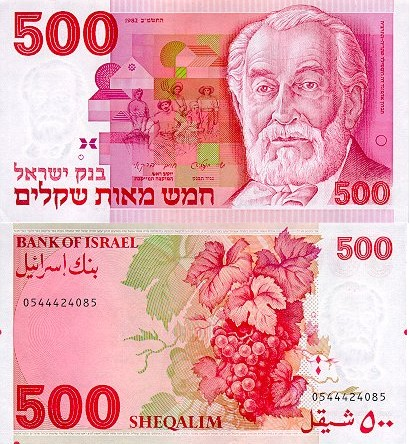
Baron de Rothschild byl znázorněn na aversní straně izraelské bankovky o hodnotě 500 šekelů, která byla v oběhu v letech 1980 až 1985

Specifický vývoj židovské komunity v Palestině po vydání Balfourovy deklarace vedl k nutnosti organizační proměny aktivit ICA v této zemi, kde Židé neměli už jen být usazováni ale měli i ambici zde postupně vytvořit většinovou složku populace. Proto roku 1923 inicioval vytvoření Palestinského židovského kolonizačního sdružení (PICA), které se oddělilo do samostatné organizace, která rozvíjela osidlovací aktivity výlučně v tehdejší Britské mandátní Palestině. K založení PICA došlo v březnu 1924 a jeho předsedou se stal James Armand de Rothschild - syn barona Edmonda Jamese de Rothschilda. První osadou, kterou PICA založila, byla Binjamina (dnes součást Binjamina-Giv'at Ada) nazvaná podle jména Binjamin, které baron používal jako hebrejskou variantu.
Celkem během svého života vykoupil v Palestině pozemky v rozloze téměř 500 000 dunamů (500 kilometrů čtverečních) a přispěl ke vzniku téměř 30 osad. V roce 1929 byl pro své zásluhy o osidlování Palestiny jmenován baron Rothschild čestným předsedou Židovské agentury.
V letech 1982 až 1985 (platnost skončila až v září 1986) byly v oběhu bankovky o nominální hodnotě 500 šekelů, na jejichž aversní straně je vyobrazen Rothschildův portrét a skupina zemědělců. Na reversní straně bankovky je vyobrazen hrozen vína a název 44 izraelských osad.